# サークルコレクション
『サークルコレクション』は、『まんがライフオリジナル』（竹書房）で1999年から2003年にかけて連載された小坂俊史の4コマ漫画。

## 作品について
通常ではありえなさそうな、変わったサークルだらけの西条大学。そこで活躍する児童文学研究会（略して児文研）を舞台にした作品である。大学の文化系サークルと大学生の生活の実態が、巧みに描かれている。また毎回登場する変なサークルが、シュールなユーモアを醸し出している。

## 主な登場人物
友沢 和文（ともざわ かずふみ）
文学部3年生、児童文学研究会部長。
児文研の中で唯一、児童文学に興味を持つ人物。有意義な部活動よりも、廃部寸前の部の存続に力を入れねばならない切ない若者。
イベント好きらしく、部員達を引き連れてあらゆるイベントに必ず参加する。そのため、部員５名の弱小サークルながら、児文研のサークル棟内での認知度は高い。
文化サークル連合幹部も務める。同会長選挙には、立候補したものの、落選したようである。
部員の中で一番ド田舎の出身。（最寄りは下山国郷という名前の駅）中学時代（東中）野球部だったせいか、運動神経はそれなり。
児童文学に興味があるのは確かだが、時々本音が出る。部員達からは「ブチョー」と呼ばれる。
部室で発見された貴重な本に自分の名前をデカデカと書いて寄贈しようとする、就職活動では遭難した井上を助けたことをネタに面接官の印象を良くしようと企むなど、かなり打算的な性格だが、計算どおりに事が運んだ試しは無い。
勉強はそれほど得意ではないようで、試験やレポート提出の際に苦心する姿が描かれる。また就職活動も苦労の挙句、井上にとどめを刺されて結局全敗したが、児童文学大賞を受賞したことで、作家を目指すことになった。
卒業後、有名な先生に弟子入りしたが、その人もド貧乏のため、バイトしながら修行中。部室が一番落ち着くらしく、毎日来ている。痔持ち。
『サイダースファンクラブ』および『せんせいになれません』の登場キャラ・友沢むつきの弟である可能性が示唆されている。
石野 さとみ（いしの さとみ）
文学部3年生、児文研の副部長。
児文研には、ただ居心地がいいから居続けているだけらしい。子供が嫌い。
顔だけ見れば可愛いが、要領が良く、計算高く、腹黒く、ずる賢いその人となりは、部内外で恐れられている。気苦労知らず。
自分が会計係であるのを利用して部費を払わずに済ます、試験問題を盗んで入手し予想問題と称して商売する、学祭の売り上げを自分だけ多くもらう計算をするなど、上記の例には枚挙に暇がない。
それでも、新入部員にマンツーマンでちゃんとした指導をするなど、部員としては、他の3人よりははるかにまともである。料理もこなす。
馬鹿力で、部室の窓やドアを破壊したことがある。
進級、就職活動は、友沢に比べて要領よく決めた（就職先は林永製菓）が、そのことと内定祝いに会社からチョコレート4箱を贈られたことを、なぜか友沢にだけ黙っていた。
卒業後は髪型が変化、後ろのハネがまっすぐに。
井上 みちる（いのうえ みちる）
1年生。
児文研のマスコットキャラクター的存在、かつ最大のボケ役。自分がボケ役であることは自覚している様子。
毎年、大学祭の店では動物の着ぐるみを着ていて、友沢から「過ぎる」と言われるほど似合っている。
友沢・石野以外から名前を呼ばれることは無く、特に石野からは「井上ちん」と呼ばれる。
勉強はかなり苦手なようで、数字に極端に弱く、自分の学籍番号も覚えていない。大学にも、学生課の前でキャンセル待ちの列に並んで、やっと入ることができたようである。
霊感やエスパー能力があるようで、民宿や部室の霊の存在に気付いていり、部員集めで誰か拾ってくれたらとテレパシーを送っていたらESP同好会に連れて行かれそうになったことがある。
点目でいつも口を開けており、口を閉じることは滅多にない。子供っぽいのだが、実際、最近まで乳歯が残っていた。
部のアイドルを自称しており、その座を脅かす存在（と一方的に見なした者）が現れると嫉妬する。
料理はできるようだが、ボルトや消しゴムなどあり得ないものが混入することがあり、友沢や石野には敬遠されている。学食のバイトでは、レジ係なのになぜか友沢の料理にお釣りの50円玉が混入した。
部員の中で、大学が違う矢野を除き、1人だけ学部が不明であることや、1年なのに部室で見つかったバッジを「5年前に失くした」と発言するなど、謎の多い存在でもある（後者に関しては本人の勘違いの可能性もあるが）。
酒はかなりいけるクチだが、飲むと別人になる。
友沢の就職活動の際、最終面接3つ全てに合宿をかぶらせた挙句、最後の1つの日に山で遭難し、友沢の就職活動に止めを刺した。
デマだらけのスポーツ新聞研究会に、「暴力団幹部と会食、黒い交際、現金の受け渡しも」と書かれたが、本人の反応（大汗をかいていた）から、事実らしい。
児文研の次期部長の座を狙っていたが、友沢・石野の卒業後、本当に就任した。
作者の読みきり作品である「ガクランコンビナート」にも出演していた。
曽我 一人（そが かずと）
理学部2年生。北陸地方出身。
背が高く、寡黙で孤独を好む性格（喋る時は喋るのだが）。二人きりだと相手との間が持てない。いつも目が前髪で隠れている。表情がいつも変わらず、たった１度、口元を歪めて笑ったことがあるだけ。
影が薄いらしく、当初は友沢や石野に存在を完全に忘れられていた。
児文研の中では最も頭が良く、レポートや試験では、他の部員からあてにされている。しかし、その優秀な頭脳が部活動に有効に役立つことは少ない。
身長が182cmと高く、家の庭にバスケットのゴールがあってよくやっていたが、1人でのフリースローしかやったことがないため、バスケのルール自体はよく知らないうえに、フリースローもボールがリングの上を回って戻ってくるという余計な技を身に付けているだけで、下手である。
合格発表の際、勧誘のために声をかけた相手がことごとく落ちてしまう、というジンクスがある。
飛び級で大学院の試験を受けて、見事に合格した。
矢野 剛之（やの たけゆき）
よその工業大学の1年生。元ロック研所属。
石野の中学時代の後輩で、何があったのかは不明だが、彼女には未だに絶対に逆らえない、ヤンキー兼パシリ。
西条の学生でないにもかかわらず、石野に連れられて児文研に入部。
彼女はもちろん、友沢からもパシらされる立場になり、その境遇から抜け出したがってはいるが、果たせずにいる。
石野の引退に伴って自分も抜けようと目論んだが、ミドリガメの世話を託されて断念。少なくとも翌年までは児文研にとどまることに。

## 舞台・西条大学
所在地は不明。通常では考えられない多種多様なサークルが存在し、それを売りにしている。しかしその多種多様さに引いて入学初日に辞めてしまう生徒も多くいる。附属の小学校が存在する。中学や高校が存在するかは不明。『ひがわり娘』にも同じ名前の大学が登場している。
大学名の由来は作者の母校広島大学がある広島県東広島市の地名・西条から。

## 雑誌情報
単行本 - 竹書房より「バンブーコミックス」として刊行されている。第2巻の帯にはいしいひさいちからの推薦文が寄せられている。
- 第1巻（2003年1月7日発行） ISBN 4-8124-5744-0
- 第2巻（2004年4月17日発行） ISBN 4-8124-5924-9